# Palicourea holmgrenii
Palicourea holmgrenii là một loài thực vật thuộc họ Rubiaceae. Đây là loài đặc hữu của Ecuador.